# Svatopluk Buchta
Svatopluk Buchta (Brno, 26 de febrero de 1966) es un deportista checoslovaco que compitió en ciclismo en la modalidad de pista, especialista en la prueba de persecución por equipos.
Ganó dos medallas en el Campeonato Mundial de Ciclismo en Pista, oro en 1986 y bronce en 1987.
Participó en dos Juegos Olímpicos de Verano, en la disciplina de persecución por equipos, ocupando el quinto lugar en Seúl 1988 y el octavo en Barcelona 1992.

## Medallero internacional
| Campeonato Mundial | Campeonato Mundial                | Campeonato Mundial | Campeonato Mundial          |
| Año                | Lugar                             | Medalla            | Competición                 |
| ------------------ | --------------------------------- | ------------------ | --------------------------- |
| 1986               | Colorado Springs (Estados Unidos) | Medalla de oro     | Persecución por equipos (A) |
| 1987               | Viena (Austria)                   | Medalla de bronce  | Persecución por equipos (A) |